# Síndrome de Timothy
El síndrome de Timothy es una rara enfermedad congénita que afecta a diferentes órganos del cuerpo, incluyendo el corazón, sistema nervioso y dedos. Algunas de las manifestaciones más graves que provoca son arritmias cardiacas y trastornos del comportamiento similares a los que se producen en el autismo.  Está causado por una mutación en el gen CACNA1C, el cual codifica una proteína que actúa como canal que permite el paso del calcio a través de las membranas celulares, por lo que se incluye dentro del grupo de enfermedades llamados canalopatías, en las que está afectado algunos de los canales iónicos que permiten la entrada y salida de la célula de los iones sodio, potasio o calcio. El nombre de la afección proviene del médico Katherine W. Timothy que realizó su descripción en el año 1989.

## Frecuencia
Se trata de una enfermedad extremadamente rara, hasta el año 2011 se habían registrado menos 30 casos en todo el mundo.

## Síntomas
Los síntomas principales derivan de una alteración del ritmo del corazón que se llama intervalo QT largo, como consecuencia se producen arritmias que son muy peligrosas e incluso pueden determinar la muerte súbita del paciente. Otras manifestaciones consisten en trastornos del comportamiento similares al autismo, con dificultad muy importante para la comunicación, se cree que la causa es una deficiente conexión entre diferentes grupos de neuronas cerebrales. También suele existir fusión entre dos o más dedos de manos o pies (sindactilia), malformaciones de la cara con tabique nasal aplanado y orejas de implantación baja, calvicie, déficit de inmunidad, infecciones frecuentes, crisis de hipoglucemia y temperatura corporal por debajo de lo normal (hipotermia).

## Subtipos
Existen 2 formas, el subtipo I o clásico y el II que se caracteriza por no existir sindactilia, pero la afectación cardíaca es más grave, con prolongación del intervalo QT severa, lo cual causa arritmias mortales y en ocasiones la muerte súbita del paciente afectado.

## Pronóstico
El pronóstico en general no es bueno. De un grupo de 17 casos analizados en un estudio, 10 murieron durante la infancia a una edad media de 2.5 años. De los que sobrevivieron, dos presentaron trastorno del comportamiento similar al autismo y uno de ellos retraso importante en el desarrollo del lenguaje.  Se ha comprobado que en algunos pacientes portadores de la mutación, las manifestaciones son menos severas por la existencia de mosaicismo, es decir algunas células del organismo presentan el defecto genético y otras no.